# Li Wenliang
Li Wenliang (chiń. 李文亮; pinyin Lǐ Wénliàng; ur. 12 października 1986, zm. 7 lutego 2020) – chiński okulista ze Szpitala Centralnego w Wuhanie, który 30 grudnia 2019 roku ostrzegał kolegów o możliwym wybuchu choroby, która przypominała zespół ciężkiej ostrej niewydolności oddechowej (SARS). Jego ostrzeżenia zostały podane do wiadomości publicznej, przez co policja z Wuhanu upomniała go za „fałszywe komentarze w internecie i sianie paniki”.
Li zaraził się SARS-CoV-2 od zakażonego pacjenta i zmarł na COVID-19 7 lutego 2020 roku w wieku 33 lat. Jest uznawany za pierwszego człowieka, który ostrzegał przed epidemią koronawirusa.

## Młodość
Li Wenliang urodził się 12 października 1986 roku w Beizhen. Uczęszczał do szkoły Beizhen High School i ukończył ją z doskonałym wynikiem. W 2004 uzyskał 609 punktów w egzaminie wstępnym do National College i został przyjęty do Wuhan University School of Medicine jako student medycyny klinicznej w siedmioletnim łączonym programie licencjackim i magisterskim. Na drugim roku studiów wstąpił do Komunistycznej Partii Chin. Jego koledzy ze studiów mówili, że był fanem koszykówki.

## Kariera
Po ukończeniu studiów w 2011 roku przez trzy lata pracował w klinice Xiamen Eye Center of Xiamen University. Jego koledzy opisywali go jako zwykłego człowieka, który kiedyś był szkalowany przez swojego dyrektora.
W 2014 roku Li został okulistą w Szpitalu Centralnym w Wuhanie.

## Badania nad koronawirusem
30 grudnia 2019 roku Li zapoznał się z raportem pacjenta, który nim wstrząsnął. Okazało się, że pacjent choruje na zespół ciężkiej ostrej niewydolności oddechowej. Jego dolegliwość bardzo przypominała wirusa SARS, który w 2003 roku uśmiercił 812 osób. O 17:43 napisał do swoich kolegów na WeChat: „7 potwierdzonych przypadków SARS zostało zgłoszonych do szpitala z „Huanan Seafood Wholesale Market”. Wysłał również raport z badania pacjenta i obraz tomografii komputerowej. Li poprosił członków grupy WeChat o poinformowanie swoich rodzin i przyjaciół, aby podjęli środki ochronne.
Po udostępnieniu zrzutów ekranu z jego wiadomości WeChat na chińskim forum i zwróceniu na siebie uwagi, jego menedżer rozmawiał z nim, obwiniając go o przeciek informacji. 3 stycznia 2020 policja z Biura Bezpieczeństwa Publicznego z Wuhanu zbadała sprawę i przesłuchała Li, dając mu ostrzeżenie za „przedstawianie fałszywych treści w internecie i sianie paniki”. Policja ostrzegała go, że jeśli nie wyciągnie wniosków z upomnienia i nadal będzie naruszał prawo, zostanie oskarżony o popełnienie przestępstwa.
Po otrzymaniu upomnienia Li wrócił do pracy w szpitalu i zaraził się wirusem 8 stycznia. 31 stycznia opublikował swoje doświadczenia z listem upominającym w mediach społecznościowych.

### Reakcje
Li był w centrum uwagi chińskich mediów, ponieważ był uważany za jednego z ośmiu „plotkarzy”, którzy zostali pouczeni przez policję w Wuhanie. 4 lutego Najwyższy Sąd Ludowy Chin stwierdził, że ośmiu mieszkańców Wuhanu nie powinno było zostać ukaranych, ponieważ to, co powiedzieli, nie było całkowicie fałszywe.

## Choroba i śmierć

### Zakażenie koronawirusem
7 stycznia Li zaraził się koronawirusem, gdy badał swojego pacjenta z jaskrą. 10 stycznia Li dostał gorączki i kaszlu, jednak później objawy zaczęły się nasilać. Doktor Yu Chengbo, ekspert medyczny ze Zhejiangu wysłany do Wuhanu, powiedział mediom, że chociaż większość młodych pacjentów nie ma tendencji do rozwoju ciężkich stanów chorobowych, to pacjent z jaskrą, którego Li widział 8 stycznia, mógł przyczynić się do pogłębienia zakażenia.
12 stycznia Li został przyjęty na intensywną terapię w Houhu Hospital District, gdzie był poddawany kwarantannie i leczeniu. 1 lutego zdiagnozowano u niego zakażenie wirusem.

### Śmierć
Według jednego z kolegów, stan Li stał się krytyczny 5 lutego. Dzień później, gdy Li rozmawiał przez telefon z przyjacielem, powiedział mu, że ma problemy z oddychaniem i że jego saturacja tlenu spadła do poziomu 85%. Około 19:00 został wysłany na pogotowie. Według chińskiego Newsweeka, jego bicie serca zatrzymało się o 21:30. Chińskie media państwowe napisały w mediach społecznościowych, że Li zginął, ale posty te zostały wkrótce usunięte. Później Wuhan Central Hospital wydał oświadczenie zaprzeczające doniesieniom o jego śmierci: „W trakcie walki z koronawirusem, okulista z naszego szpitala Li Wenliang został niestety zainfekowany. Jest on teraz w stanie krytycznym i robimy wszystko, co w naszej mocy, aby go uratować”. Podobno do utrzymania go przy życiu wykorzystano pozaustrojowe natlenienie błony śluzowej. Wysiłek nie powiódł się, a szpital ogłosił, że Li zmarł o 2:58 7 lutego 2020 roku.

### Reakcje na śmierć Li
Światowa Organizacja Zdrowia zamieściła na Twitterze informację, że jest „głęboko zasmucona odejściem dra Li Wenlianga i wszyscy musimy świętować pracę, którą wykonał na #2019nCoV”.

## Życie osobiste
Kiedy Li zaczął wykazywać objawy choroby koronawirusowej, zarezerwował pokój w hotelu, aby uniknąć zakażenia swojej rodziny, a następnie 12 stycznia został hospitalizowany. Pomimo środków ostrożności, jego rodzice zarazili się SARS-CoV-2, ale później wyzdrowieli.
Li miał żonę i jedno dziecko. W chwili śmierci Li, jego żona była w drugiej ciąży.